# Tuba
Die Tuba (lateinisch für „Rohr, Röhre“; Mehrzahl Tuben oder Tubas) ist das tiefste aller Blechblasinstrumente. Sie hat ein nach oben gerichtetes Schallstück, drei bis sieben Ventile und wird mit einem Bechermundstück gespielt. Sie zählt infolge ihrer weiten Mensur und des entsprechend stark konisch verlaufenden, im Allgemeinen aus Messing gefertigten Rohrs zur Familie der Bügelhörner. Die Tuba wurde zum Instrument des Jahres 2024 gekürt.

## Geschichte
„Tuba“ war im Römischen Reich die Bezeichnung für ein Blasinstrument aus Messing oder Bronze. Es besaß die Form einer geraden, langgestreckten Röhre mit schmalem Schallbecher, ähnlich einer Fanfare, und entsprach wahrscheinlich der griechischen Salpinx.

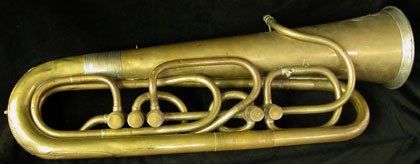
Moritz-Wieprecht-Basstuba in F, 1835

Heute versteht man unter einer Tuba das Bassinstrument der Familie der Bügelhörner. Die ersten Tuben wurden in Berlin um 1835 kurz nach der Erfindung der Ventiltechnik entwickelt. Wilhelm Wieprecht und Carl Wilhelm Moritz erhielten in diesem Jahr ein Patent auf eine Basstuba in F mit fünf Ventilen. Die Kontrabasstuba in B und C wurde 1845 von Václav František Červený entwickelt und 1846 patentiert.
Dank ihres vorteilhafteren Klangs und der präziseren Intonation ersetzte dieses Instrument in Orchestern schon bald ihre Vorläufer, den Serpent beziehungsweise das Basshorn und die Ophikleide.
Im Orchester werden Basstuba und Kontrabasstuba gleichermaßen verwendet. Die Tuba ist im Orchester meistens einfach, seltener auch zweifach besetzt. Ob eine Partie mit der Bass- oder Kontrabasstuba gespielt wird, entscheidet meist der Tubist selbst anhand von Gesichtspunkten wie etwa der geforderten Tonlage, Lautstärke oder Klangfarbe, dem Wunsch des Dirigenten, der Raumakustik und ähnlichem. Einige Komponisten wie etwa Richard Wagner schreiben die Bauform jedoch vor. Ein Orchestertubist muss im deutschsprachigen Raum beide Bauformen virtuos beherrschen. In den skandinavischen Ländern, in England, Frankreich und weiten Teilen Amerikas sowie in Australien wird hauptsächlich die Kontrabasstuba in C verwendet. Die Alternative zur Basstuba in F bildet in diesen Ländern eine Es-Tuba.
Im Blasorchester sowohl volkstümlicher als auch sinfonischer Prägung (Concert Band) werden meist mindestens zwei Tuben besetzt. Wenn diese nicht unisono spielen, befinden sie sich in der Regel in der Oktave zueinander.
Im Jazz nahm die Tuba bis etwa 1925 die Bassrolle ein, bevor sie vom Kontrabass abgelöst wurde. Nach dem Zweiten Weltkrieg feierte sie im Amateur-Dixieland ein Comeback.

## Technik und Stimmungen

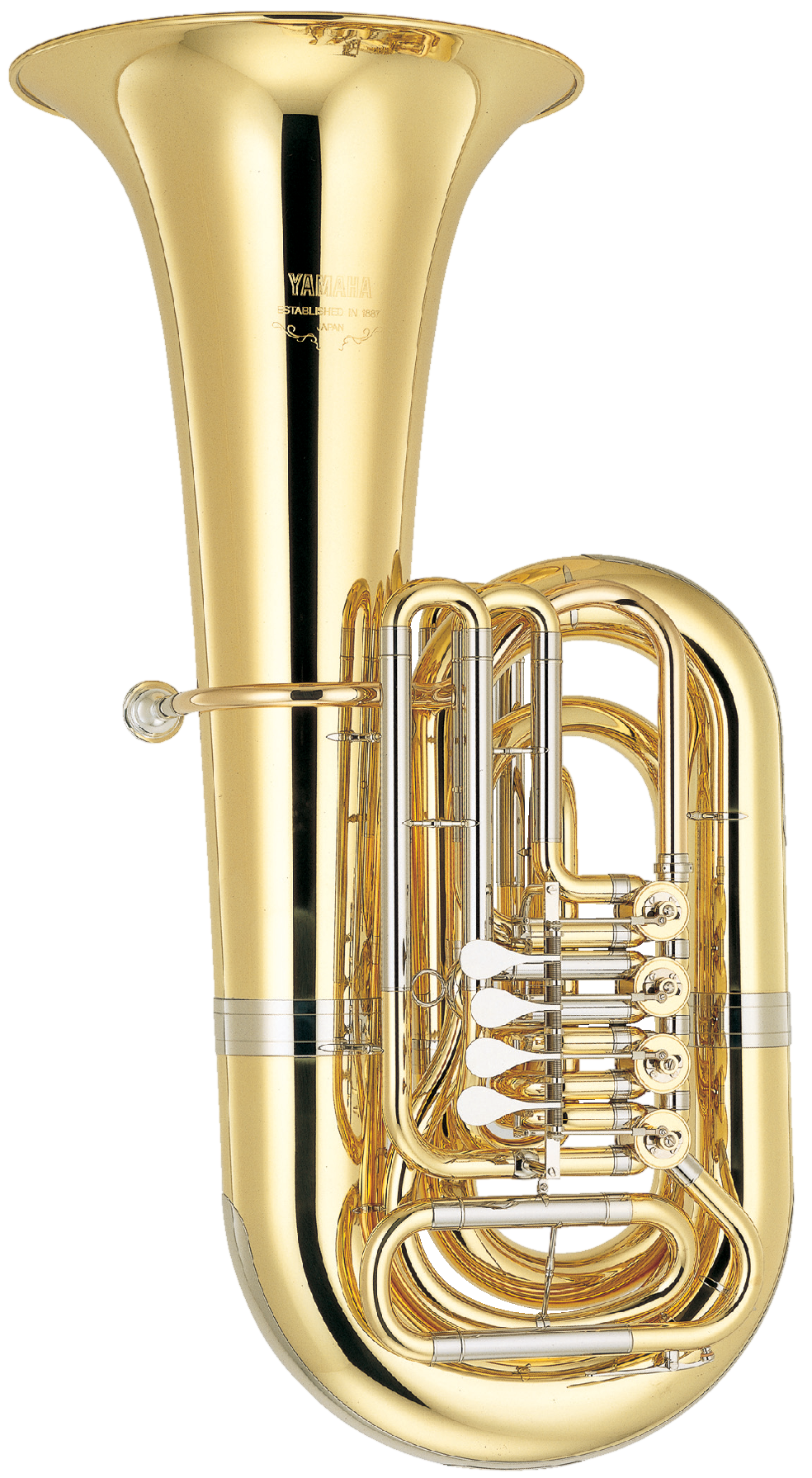
Kontrabasstuba in B

Das Hauptmerkmal der Tuba ist die starke Erweiterung des Rohrs (weite Mensur) in einem Verhältnis von bis zu 1:20 vom Mundstück bis zum Schallstück des Instrumentes.
Im Sitzen ruht die Tuba auf den Oberschenkeln des Bläsers, bei kleineren Tubisten mit besonders großen Instrumenten auch auf dem Stuhl selbst. Zum Spiel im Stand ist ein spezieller Ständer, ein Schultergurt oder ein Tubagürtel (Tubabelt) erforderlich. Der Trichter weist in der Regel nach oben und meist leicht nach links bei Ausführung mit Drehventilen, bzw. nach rechts bei Ausführung mit Périnet-Ventilen (vom Spieler aus gesehen).
Die Finger der rechten Hand liegen auf den ersten drei bis fünf Ventilen. Mit der linken Hand wird das Instrument gestützt und je nach Konstruktion werden bis zu drei weitere Ventile, die der besseren Intonation dienen, gedrückt.
Die Tuba wird mit einem Kesselmundstück gespielt.
Die Naturtöne der B-Tuba sind:
B2 – B1 – F – B – d – f – (as) – b – c1 – d1 – (e1) – f1 usw.
Es-Tuba:
Es1 – Es – B – es – g – b – (des1) – es1 – f1 – g1 – (a1) – b1 usw.
F-Tuba:
F1 – F – c – f – a – c1 – (es1) – f1 – g1 – a1 – (h1) – c2 usw.
Die in Klammern genannten Töne sind nur bedingt verwendbar, da sie deutlich von den entsprechenden gleichstufig gestimmten Tönen abweichen.
Der Grundton oder tiefste Naturton wird auch als „Pedalton“ bezeichnet. Dieser ist nur deshalb auf der Tuba intonierbar, da sie eine weite Mensur aufweist. In der Praxis benötigt der Spieler sehr viel Luft und seine Atemstütze, um die stehende Welle des Grundtons in der Tuba anzuregen.
Die Tuba besitzt einen nutzbaren Tonumfang von mehr als vier Oktaven.
Die Notationsweise ist im internationalen Vergleich nicht einheitlich: In Deutschland, Italien und England wird klingend (also nicht transponierend) im Bassschlüssel notiert. In Frankreich, Belgien und den Niederlanden wird transponierend im Bassschlüssel notiert (Basstuba in F klingt eine Quinte tiefer als notiert). In der Schweiz wird transponierend im Violinschlüssel notiert (Basstuba in F klingt eine Oktave plus Quinte tiefer als notiert).

## Bauformen

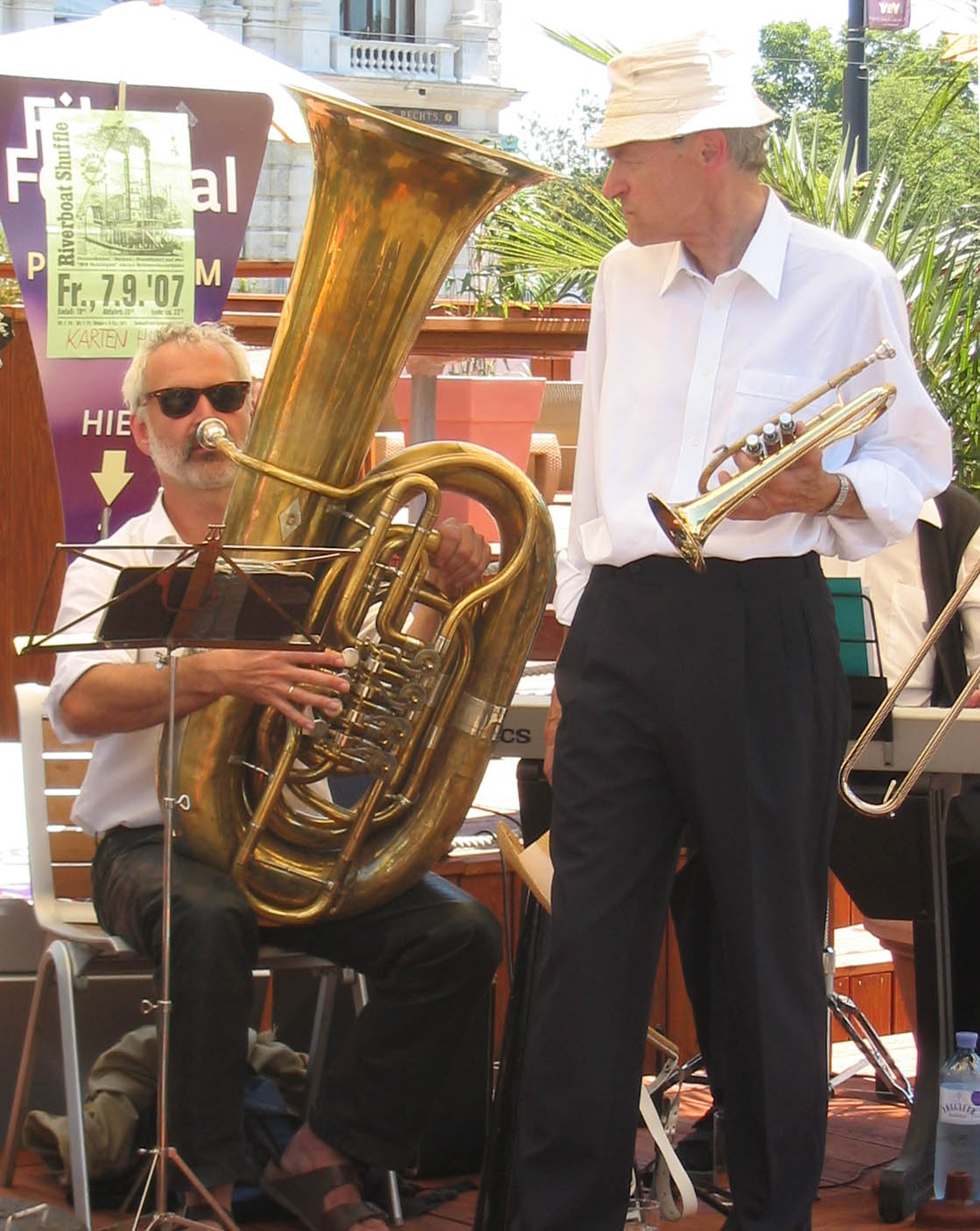
„Kaiserbass“
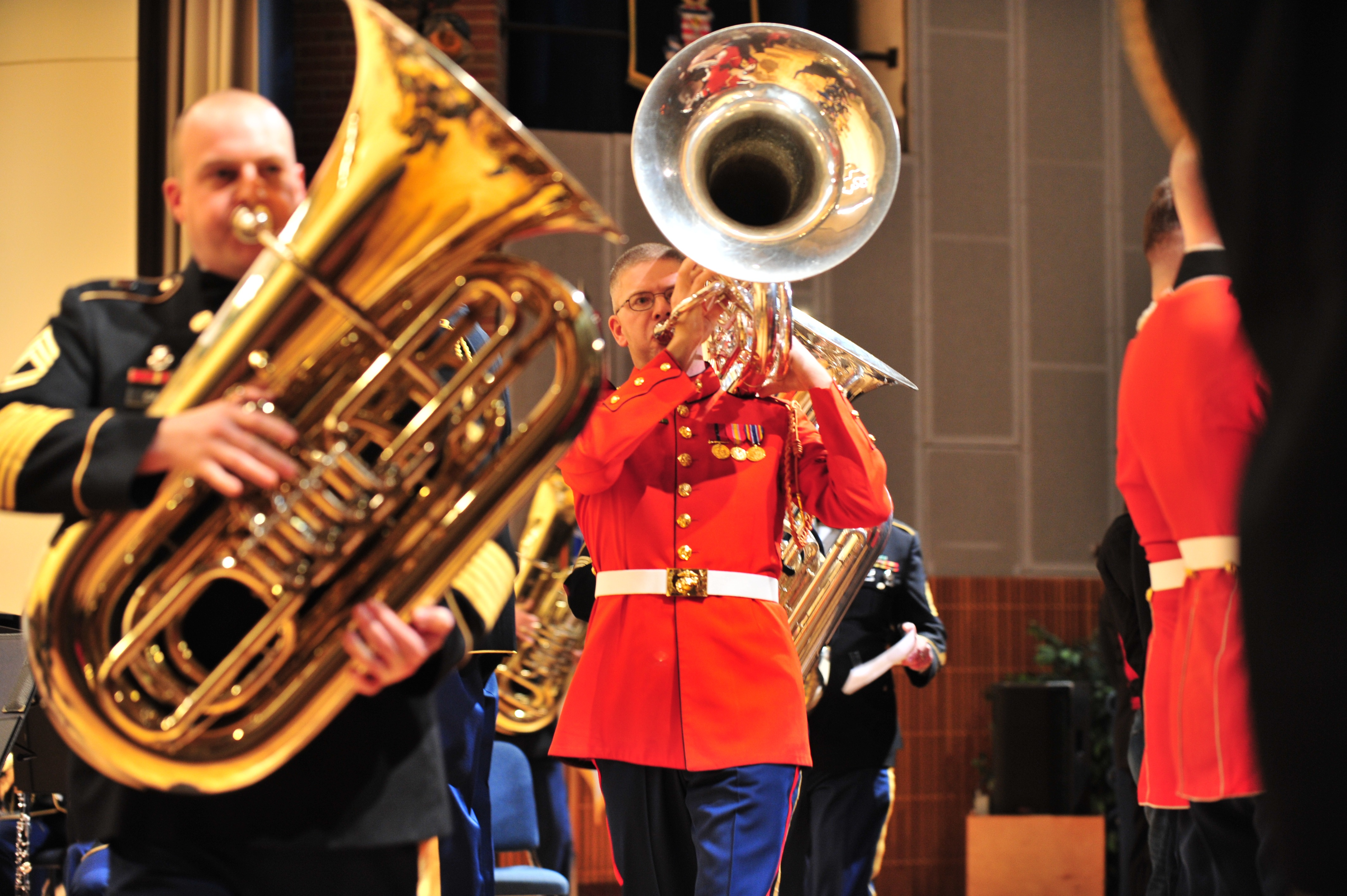
„Normale“ Tuba und Marschtuba
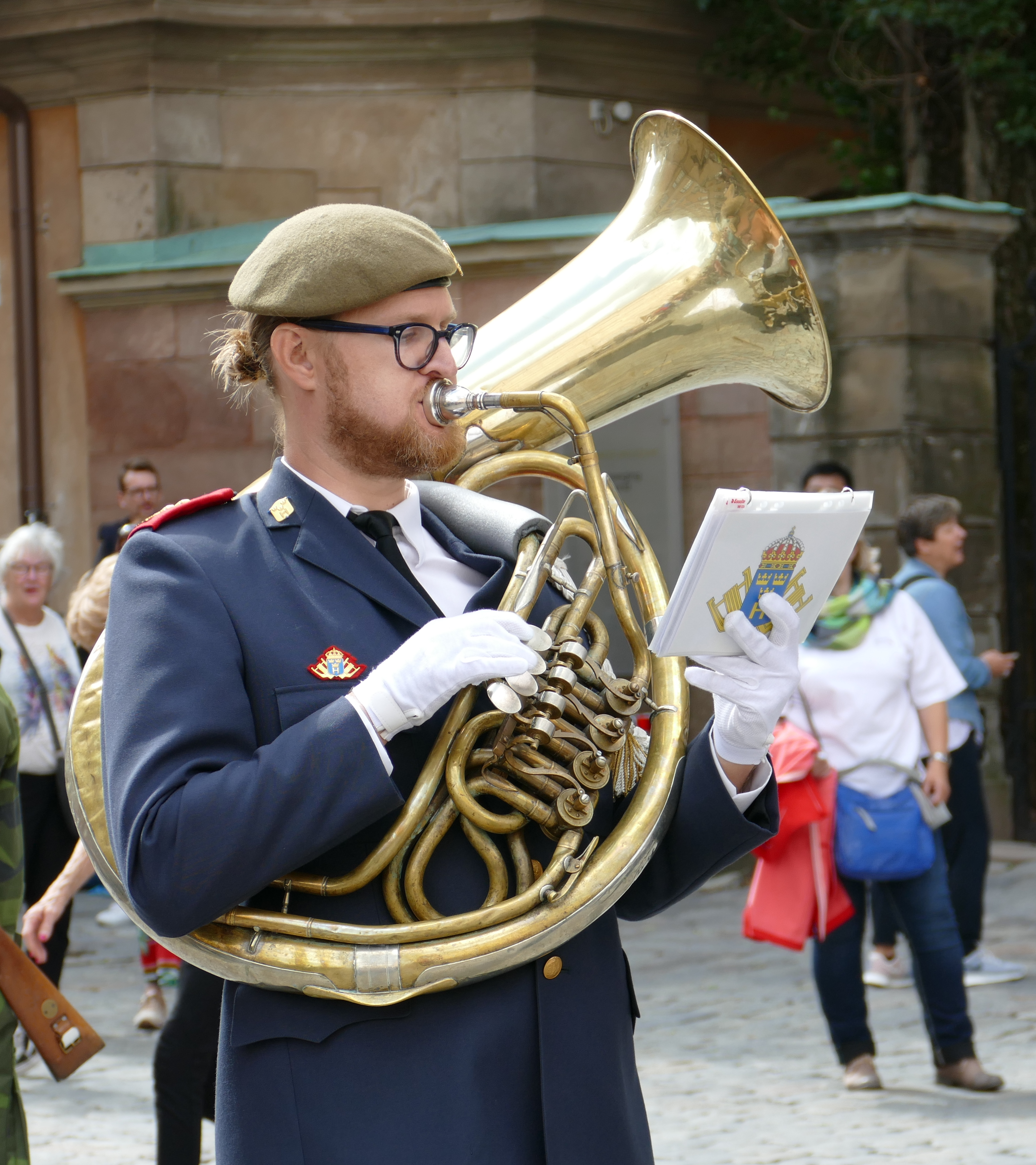
Helikon
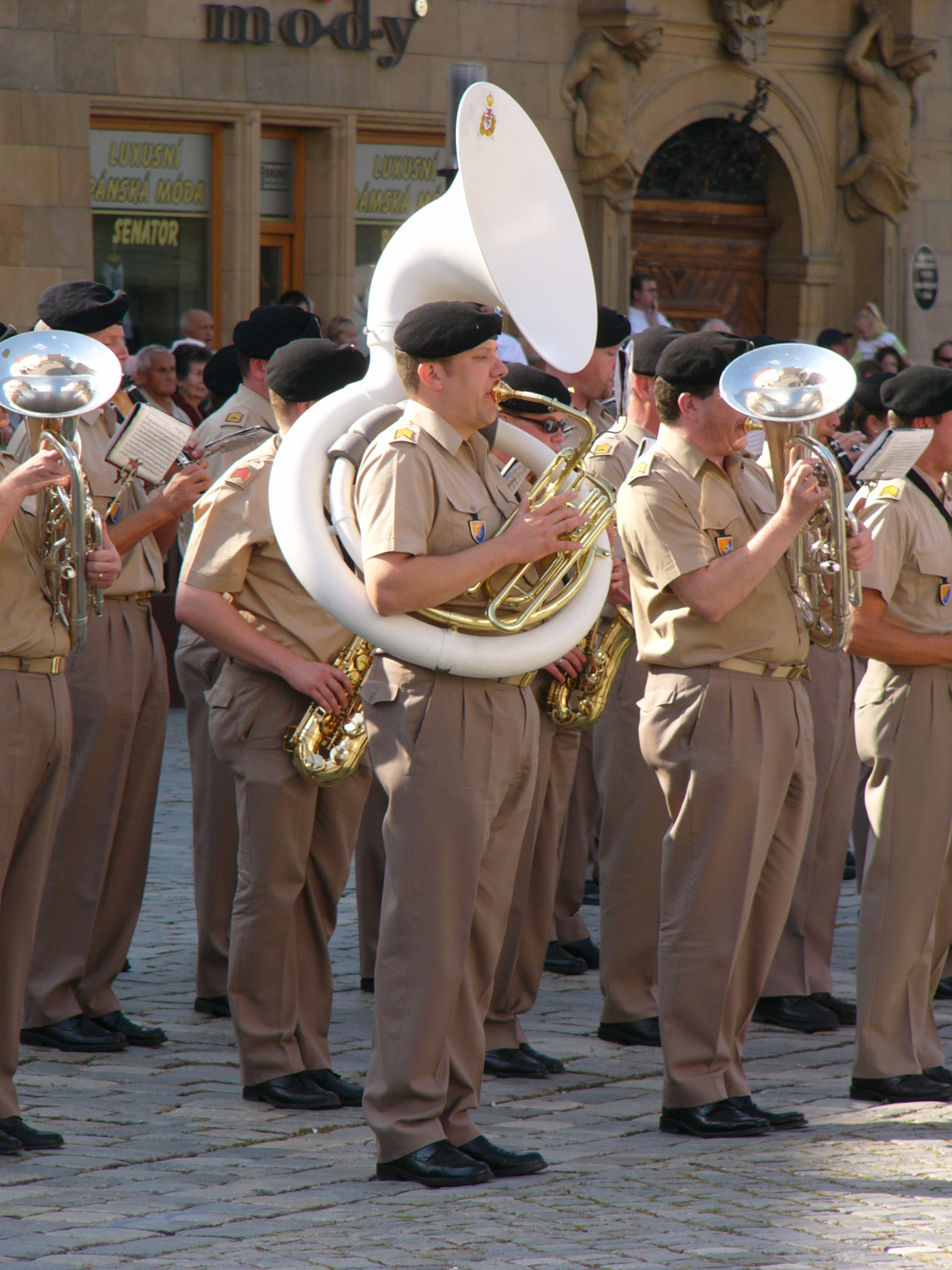
Sousaphon
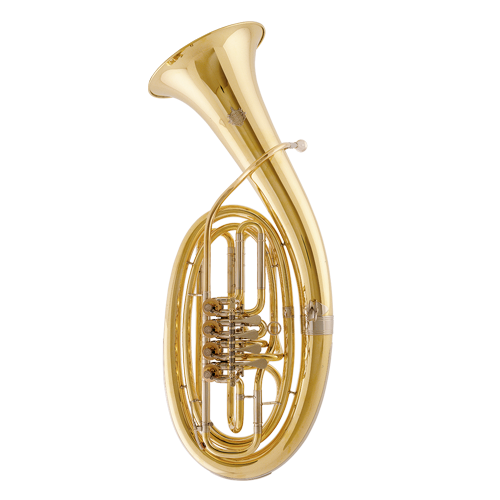
Wagnertuba
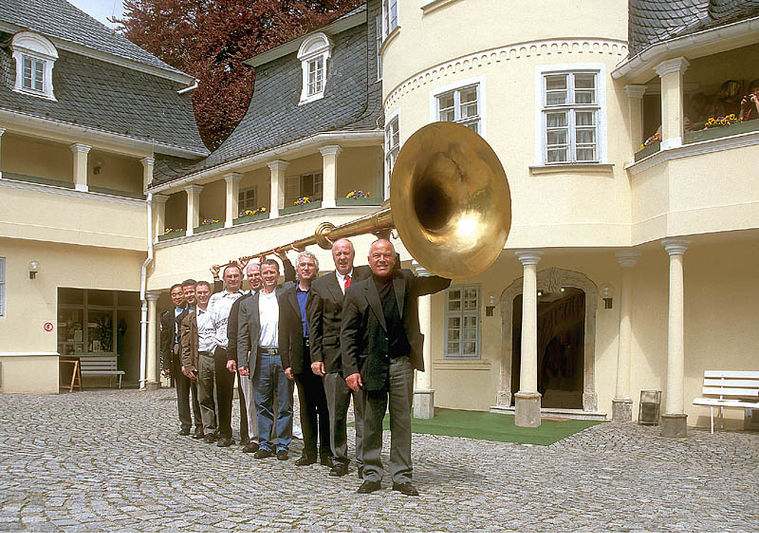
Tuba in gestreckter Form, Markneukirchen

- Basstuba in Es oder F: Sie stellt die gebräuchlichste Bauweise der Tuba dar, hat eine Rohrlänge von etwa 398 cm und etwa die gleiche Lage wie der Kontrabass und das Fagott.
- Kontrabasstuba in B oder C: Größte und tiefste der gebräuchlichen Tuben mit einer Rohrlänge von etwa 541 cm. Eine sehr weit mensurierte Form der Kontrabasstuba in B ist der sogenannte Kaiserbass. Diese Tuba in B besitzt eine Grundrohrlänge von 580 cm, einschließlich aller Ventilbögen verlängert man die schwingende Luftsäule auf 966 cm (ohne Quartventil).
- Doppeltuba in B/F oder C/F: Kombination aus Bass- und Kontrabasstuba (mit Stimmventil, als zusätzliches Umschaltventil).
- Subkontrabasstuba in B: Dieses Instrument klingt nochmals eine Oktave tiefer als die B-Kontrabasstuba. Der tiefste Naturton ist das B3. Damit reichen die tiefsten Töne des Instruments bereits in die unterhalb der Hörgrenze liegende Subsubkontraoktave. Subkontrabasstuben werden nur sehr selten als Einzelaufträge gebaut. Die Grundrohrlänge beträgt 1160 cm, mit allen Ventilbögen enorme 1932 cm (ohne Quartventil).
- Bombardon bezeichnet heute verallgemeinernd eine tiefe, kräftige Basstuba. Der Wiener Instrumentenbauer Joh. Riedl benannte 1820 so seine zwölfklappige Ophikleide. Durch Einbau von Ventilen umging er später das Patent von Carl Wilhelm Moritz und kreierte damit ein engmensuriertes, durchgehend konisches Bassinstrument. Vor allem im volkstümlichen und literarischen Bereich verfestigte sich bis heute diese Benennung. Der Name geht auf das italienische Wort bombardone für den Kontrabass-Pommer zurück.[6]
- Helikon, meist in Es gestimmt: Um den Oberkörper liegend, „umgehängt“, gespielte Bass- oder Kontrabasstuba mit annähernd kreisförmig gewundenem Rohr, die in Blaskapellen und früher in kirchlichen Posaunenchören verwendet wird und vermutlich erstmals im Jahr 1845 in Russland gebaut wurde. Auch „Reiterinstrument“ des Militärs, großer sonorer Klang.
- Sousaphon: Abwandlung des Helikons mit etwas größerem und nach vorn gebogenem Schalltrichter; meist als zweiteiliges Instrument verwendet (Maschine + Korpus/Trichter). Die Urform des Sousaphons, mit nach oben zeigendem Trichter, wurde durch John Philip Sousa für die Brass- und Bigbands des amerikanischen Militärs angeregt, da Sousa den Bass klanglich besser verteilen wollte. Insbesondere durch den sich um den Körper windenden Schalltrichter liegt das Sousaphon auf der Schulter und belastet anders als die klassische Tuba nicht einseitig vorn, sondern symmetrisch, so dass auch Kindern die Nutzung des Instrumentes in Basslage erleichtert oder gar erst ermöglicht wird.[7]
- Als Tornistertuba wird eine ab ungefähr 1908 verwendete Tuba bezeichnet, deren enge Wicklung ein kleines Instrument ergab, das für Militärmusiker konstruiert wurde. Durch die kompakte Bauweise wurde gewährleistet, dass die Regimentsmusiken Österreich-Ungarns ihre Bassinstrumente ins Feld bzw. ins Manöver, im so genannten Infanterietornister, mitnehmen konnten.
- Als Marschtuba oder Marching Tuba wird eine Tuba bezeichnet, die den üblichen Bügel aufweist, jedoch ein angepasstes Mundrohr besitzt, um sie auf der rechten Schulter liegend zu spielen, wobei der Schallbecher nach vorne ausgerichtet ist. Diese Bauform wird bevorzugt in der Militärmusik (nicht innerhalb der Bundeswehr) oder in Marching Bands verwendet.[8]
- Die Wagnertuba (auch Wagnertube, Horntuba, Ringtuba oder Rheingoldtuba) zählt zur Gattung der Waldhörner.

Kurioses:
- Eine Tuba in gestreckter Form ohne Ventile befindet sich im Musikinstrumenten-Museum Markneukirchen. Das überdimensionale Schallstück wurde 1913 von einem Markneukirchner Meister als Meisterstück gefertigt. Als Schaustück gedacht, wurde das spielbare Instrument auf Festumzügen mitgeführt.

## Besetzung in Orchesterformationen

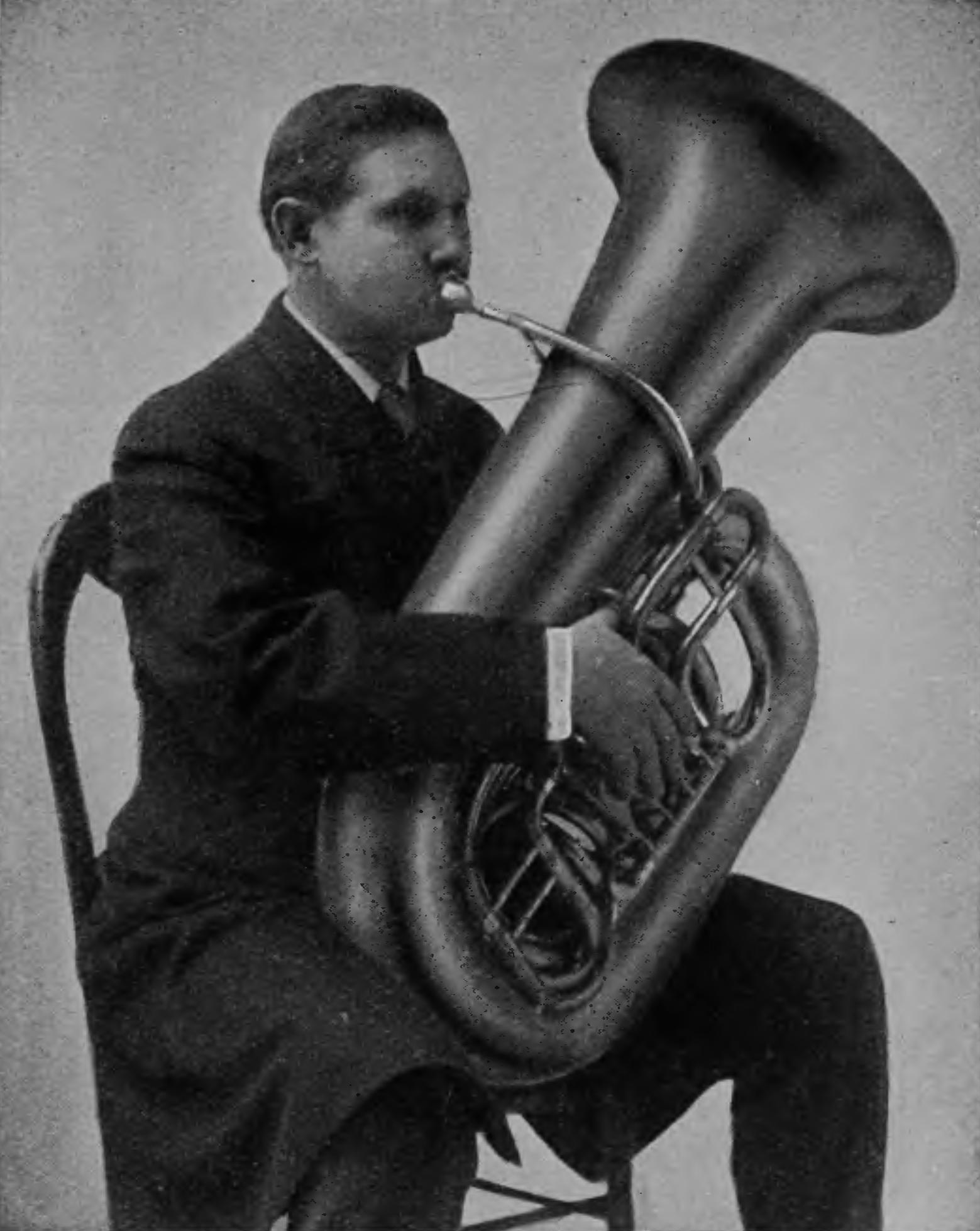
Tubist der New Yorker Philharmoniker (1917)

- Am 8. Juli 2007 musizierten 286 Tuba-Spieler gemeinsam in Winterstettenstadt. Sie stellten damit einen neuen Guinness-Weltrekord auf.

## Welt-Tuba-Tag
Im Jahr 1979 rief der amerikanische Musiker Joel Day den International Tuba Day aus, der seit dem Jahr 1982 jährlich am ersten Freitag im Mai begangen wird. Am Welt-Tuba-Tag finden Konzerte, Vorträge und Ausstellungen rund um das Instrument statt. Laut Joel Day findet der Tubist nicht das Maß an Respekt und Anerkennung, das ihm zustehen würde. Die Tuba werde oftmals als unwichtig abgetan und als „imposantes“ Anhängsel angesehen.